# Rathaus (Bahlingen am Kaiserstuhl)

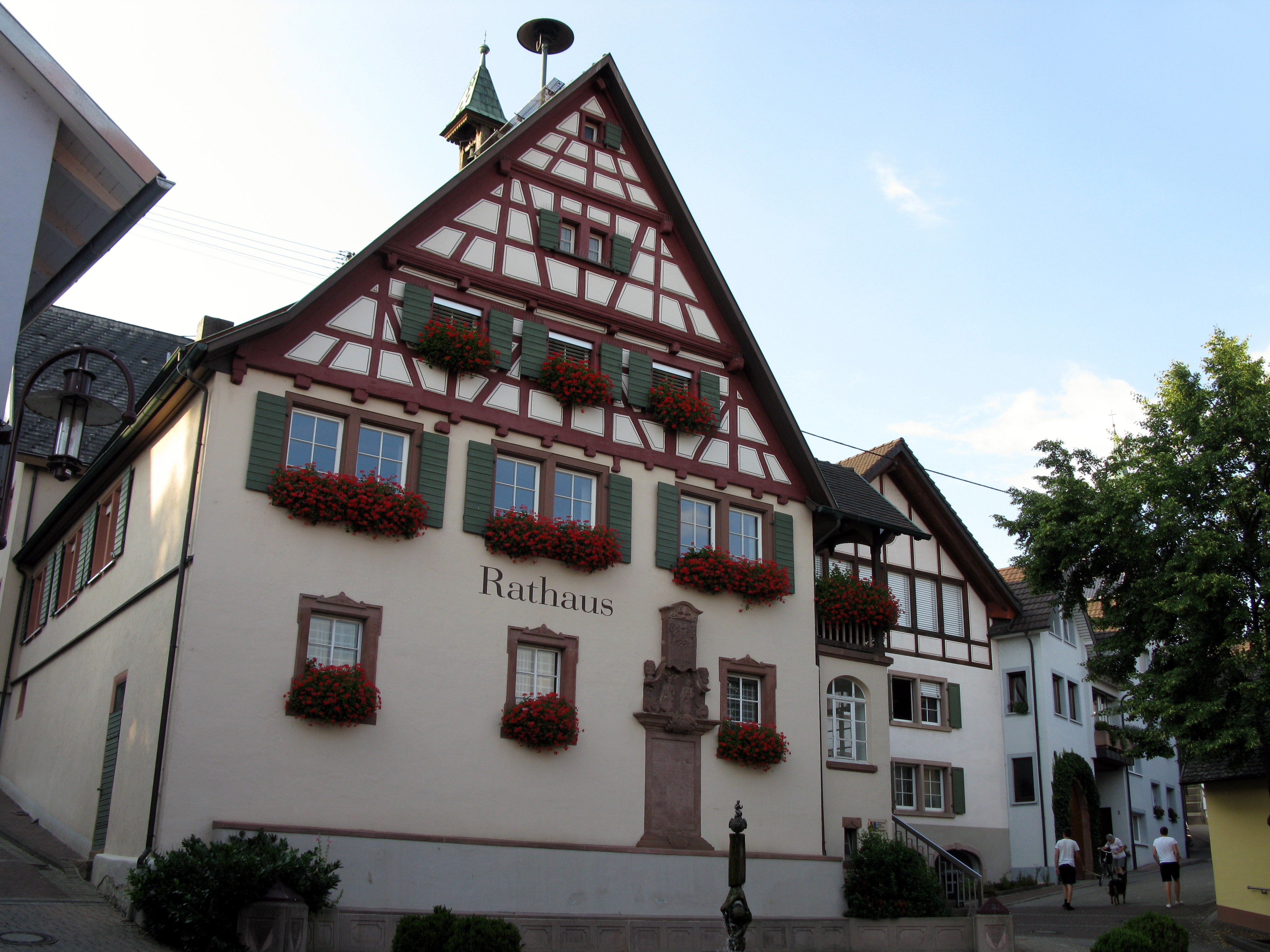
Rathaus in Bahlingen am Kaiserstuhl

Das Rathaus von Bahlingen am Kaiserstuhl ist ein Fachwerkhaus mit hohem Kellergeschoss aus dem 17. Jahrhundert.
Das Gebäude stammt im Kern von 1550 und wurde 1686–1687 umgebaut. Es ist ein zweigeschossiger, giebelständiger Satteldachbau in Mischbauweise. Der massive Unterbau ergibt sich aus der Hanglage; er ist verputzt und weist profilierte Laibungen auf. Obergeschoss und Giebel sind in Fachwerk ausgeführt. Das Rathaus hat Sprossenfenster mit grünen Fensterläden und ein spitz zulaufendes Giebeldach. Die ehemals offene seitliche Treppenanlage ist heute durch einen Anbau ersetzt; rückseitig steht ein moderner Erweiterungsbau.
Eigentliches Wahrzeichen des Bahlinger Rathauses ist ein barocker Denkstein an der Giebelseite. Er erinnert mit weitschweifigem Text an die von 1761 bis 1764 durchgeführte Pflasterung der Ortsstraßen. Vor dem Rathaus steht ein Brunnen.